# Оноковцы
Оно́ковцы (укр. Оноківці, до 1944 г. — Верхние Доманинцы, укр. Верхні Доманинці) — село в Ужгородском районе Закарпатской области Украины. Административный центр Оноковской сельской общины.
Население по переписи 2001 года составляло 2187 человек. Почтовый индекс — 89412. Занимает площадь 12,3 км².